# Skandinaviska tandläkarföreningen
Skandinaviska tandläkarföreningen stiftades på initiativ av tandläkaren Simon Constantin Bensow 1866 i Stockholm i syfte att sammanföra tandläkarna inom de skandinaviska länderna (och Finland) till tandläkarkonstens främjande. Föreningen firade 1916 sitt 50-årsjubileum i Stockholm.